# Live at the BBC (álbum de The Beatles)
Live at the BBC é um álbum do grupo de rock inglês The Beatles. Lançado em 1994, o álbum possui diversas gravações feitas para programas de rádio da BBC entre 1963 e 1965.

## História
Entre 1962 e 1965, os Beatles realizaram diversas apresentações na BBC de Londres. Diversas apresentações estão registradas no álbum Live at BBC lançado em 1994. Foi o primeiro álbum dos Beatles com músicas inéditas desde Let it Be de 1970.
Entre Março de 1962 e Junho de 1965, os Beatles se apresentaram cinqüenta e duas vezes em programas de rádio, cantando 88 diferentes músicas, e 36 que nunca foram colocadas em um álbum.
O disco mostra o conjunto de rock mais popular da história em seus primeiros anos e além de conter velhos clássicos da banda como I Saw her Standing There , Things We Said Today, A Hard Day's Night, I Feel Fine, possui diversos covers de artistas que os Beatles admiravam como Elvis Presley, Chuck Berry, Little Richard, Carl Perkins entre outros. Entre as músicas de outros artistas tocadas pelos Beatles estão Johnny B. Goode de Chuck Berry, A Shot of Rithyim and Blues de Arthur Alexander, Long Tall Sally de Little Richard, entre outros.
Além disso, o álbum contém alguns diálogos entre a banda e diversos apresentadores como Brian Matthew e mostra vários momentos de descontração. O disco obteve um grande sucesso de vendas e de crítica.
Um motivo de o álbum ter sido lançado foi o de, antes, fãs produzirem uma caixa contendo blootegs possuindo a sessão completa dos Beatles na BBC. A caixa foi um grande sucesso, até ter sido lançado o álbum oficial. No ano de 2013, os Beatles lançaram a continuação do álbum, On Air - Live at BBC Volume 2.
| Críticas profissionais | Críticas profissionais |
| Avaliações da crítica  | Avaliações da crítica  |
| Fonte                  | Avaliação              |
| ---------------------- | ---------------------- |
| All Music Guide        | [ 1 ]                  |

## Faixas

### Disco 1
1. "Beatle Greetings" (diálogo)
2. "From Us to You" (John Lennon-Paul McCartney)
3. "Riding on a Bus" (diálogo)
4. "I Got a Woman" (Ray Charles)
5. "Too Much Monkey Business" (Chuck Berry)
6. "Keep Your Hands off my Baby" (Goffin-Carole King)
7. "I'll Be On My Way" (Lennon/McCartney)
8. "Young Blood" (Jerry Leiber e Mike Stoller-Doc Pomus)
9. "A Shot of Rhythm and Blues" (Thompson)
10. "Sure to Fall (In Love with You)" (Carl Perkins-Claunch-Cantrell)
11. "Some Other Guy"  (Leiber-Stoller-Barrett)
12. "Thank You Girl" (Lennon-McCartney)
13. "Sha la la la la!" (diálogo)
14. "Baby It's You" (Mack David-Burt Bacharach-Barney Williams)
15. "That's all Right (Mama)" (Arthur Crudup)
16. "Carol" (Chuck Berry)
17. "Soldier of Love" (Cason-Moon)
18. "A Little Rhyme" (diálogo)
19. "Clarabella" (Pingatore)
20. "I'm Gonna Sit Right Down and Cry (Over You)" (Thomas-Biggs)
21. "Crying, Waiting, Hoping" (Buddy Holly)
22. "Dear Wack!" (diálogo)
23. "You Really Got a Hold on Me" (Smokey Robinson)
24. "To Know Her is to Love Her" (Phil Spector)
25. "A Taste of Honey" (Marlow-Scott)
26. "Long Tall Sally" (Johnson-Little Richard-Otis Blackwell)
27. "I Saw Her Standing There" (Lennon-McCartney)
28. "The Honeymoon Song" (Theodorakis-Sansom)
29. "Johnny B. Goode" (Chuck Berry)
30. "Memphis, Tennessee" (Chuck Berry)
31. "Lucille" (Collins-Little Richard)
32. "Can't Buy Me Love" (Lennon-McCartney)
33. "From Fluff to You" (diálogo)
34. "Till There Was You" (Wilson)

### Disco 2
1. "Crinsk Dee Night" (diálogo)
2. "A Hard Day's Night" (Lennon-McCartney)
3. "Have a Banana!" (diálogo)
4. "I Wanna Be Your Man" (Lennon-McCartney)
5. "Just a Rumour" (diálogo)
6. "Roll Over Beethoven" (Chuck Berry)
7. "All My Loving" (Lennon-McCartney)
8. "Things We Said Today" (Lennon-McCartney)
9. "She's a Woman" (Lennon-McCartney)
10. "Sweet Little Sixteen" (Chuck Berry)
11. "1822!" (diálogo)
12. "Lonesome Tears In my Eyes" (Johnny Burnette-Dorsey Burnette-Paul Burlison-Mortimer)
13. "Nothin' Shakin'" (Fontaine-Calacrai-Lampert-Gluck)
14. "The Hippy Hippy Shake" (Romero)
15. "Glad All Over" (Bennett-Tepper-Aaron Schroeder)
16. "I Just Don't Understand" (Wilkin-Westberry)
17. "So How Come (No One Loves Me)" (Boudleaux Bryant)
18. "I Feel Fine" (Lennon-McCartney)
19. "I'm a Loser" (Lennon-McCartney)
20. "Everybody's Trying to be my Baby" (Carl Perkins)
21. "Rock and Roll Music" (Chuck Berry)
22. "Ticket to Ride" (Lennon-McCartney)
23. "Dizzy, Miss Lizzy" (Larry Williams)
24. "Medley: Kansas City/Hey! Hey! Hey! Hey!" (Jerry Leiber e Mike Stoller)/(Little Richard)
25. "Set Fire to That Lot!" (diálogo)
26. "Matchbox" (Carl Perkins)
27. "I Forgot to Remember to Forget" (Kelser-Feathers)
28. "Love These Goon Shows!" (diálogo)
29. "I Got to Find my Baby" (Chuck Berry)
30. "Ooh! My Soul" (Richard Penniman)
31. "Ooh! My Arms" (diálogo)
32. "Don't Ever Change" (Goffin-Carole King)
33. "Slow Down" (Larry Williams)
34. "Honey Don't" (Carl Perkins)
35. "Love Me Do" (Lennon-McCartney)